# Belle (film, 2013)
Pour les articles homonymes, voir Belle.
Pour plus de détails, voir Fiche technique et Distribution.
Belle est un film de procès dramatique historique britannique réalisé par Amma Asante, sorti en 2013. Elle retrace l'histoire de Dido Elizabeth Belle.

## Synopsis
Belle est une petite fille métisse. Elle est née en Angleterre au XVIIIe siècle, conçue d'une relation illégitime entre une esclave noire et un amiral de la Royal Navy. Son père s'en va en guerre et la confie à son oncle. Ce dernier fait partie de l'aristocratie et va élever l'enfant.

## Fiche technique
Sauf mention contraire, cette fiche technique est établie à partir d'IMDb.
- Titre original : Belle
- Réalisation : Amma Asante
- Scénario : Misan Sagay
- Direction artistique : Claudio Campana, Ben Smith
- Décors : Simon Bowles
- Costumes : Anushia Nieradzik
- Son : Robert Ireland
- Photographie : Ben Smithard
- Montage : Pia Di Ciaula, Victoria Boydell
- Musique : Rachel Portman, Maggie Rodford
- Production : Damian Jones
- Sociétés de production[3] : DJ Films, Isle of Man Films, British Film Institute, Head Gear Films, Metrol Technology, Pinewood Studios
- Sociétés de distribution : 20th Century Fox Home Entertainment (Allemagne, Japon), Fox Searchlight Pictures (États-Unis, Royaume-Uni), 20th Century Fox (France), Deltamac Co. (Hong Kong), A-Film Benelux MSD (Pays-Bas), Outsider Films (Portugal), KVH Media Group
- Société d'effets spéciaux : BlueBolt
- Budget de production : 10 900 000 $
- Pays de production :  Royaume-Uni
- Langue : Anglais
- Format[4] : Couleurs - 2,35:1 - DTS / Dolby Digital / SDDS - 35 mm
- Genre : Drame, historique, romance
- Durée : 104 minutes
- Dates de sortie de salles[5] :
  - France : 23 juillet 2014
  - Royaume-Uni : 13 juin 2014
  - Belgique : 5 novembre 2014
  - Canada : 8 septembre 2013 (Festival international du film de Toronto)
  - États-Unis : 3 janvier 2014 (Festival international du film de Palm Springs), 25 avril 2014 (Festival du film de Newport Beach), 27 avril 2014 (Festival international du film de San Francisco)

## Distribution
- Gugu Mbatha-Raw (VFB : Mélanie Dambermont) : Dido Elizabeth Belle
- Tom Wilkinson (VFB : Daniel Nicodème) : Lord Mansfield
- Sam Reid (VFB : Nicolas Matthys) : John Davinier
- Sarah Gadon (VFB : Séverine Cayron) : Lady Elizabeth Murray
- Miranda Richardson (VFB : Jacqueline Ghaye) : Lady Ashford
- James Norton (VFB : Mathieu Moreau) : Olivier Ashford
- Matthew Goode (VFB : Pierre Lognay) : John Lindsay
- Emily Watson (VFB : Laurence César) : Lady Mansfield
- Tom Felton (VFB : Sébastien Hébrant) : James Ashford
- Penelope Wilton (VFB : Myriam Thyrion) : Lady Mary Murray

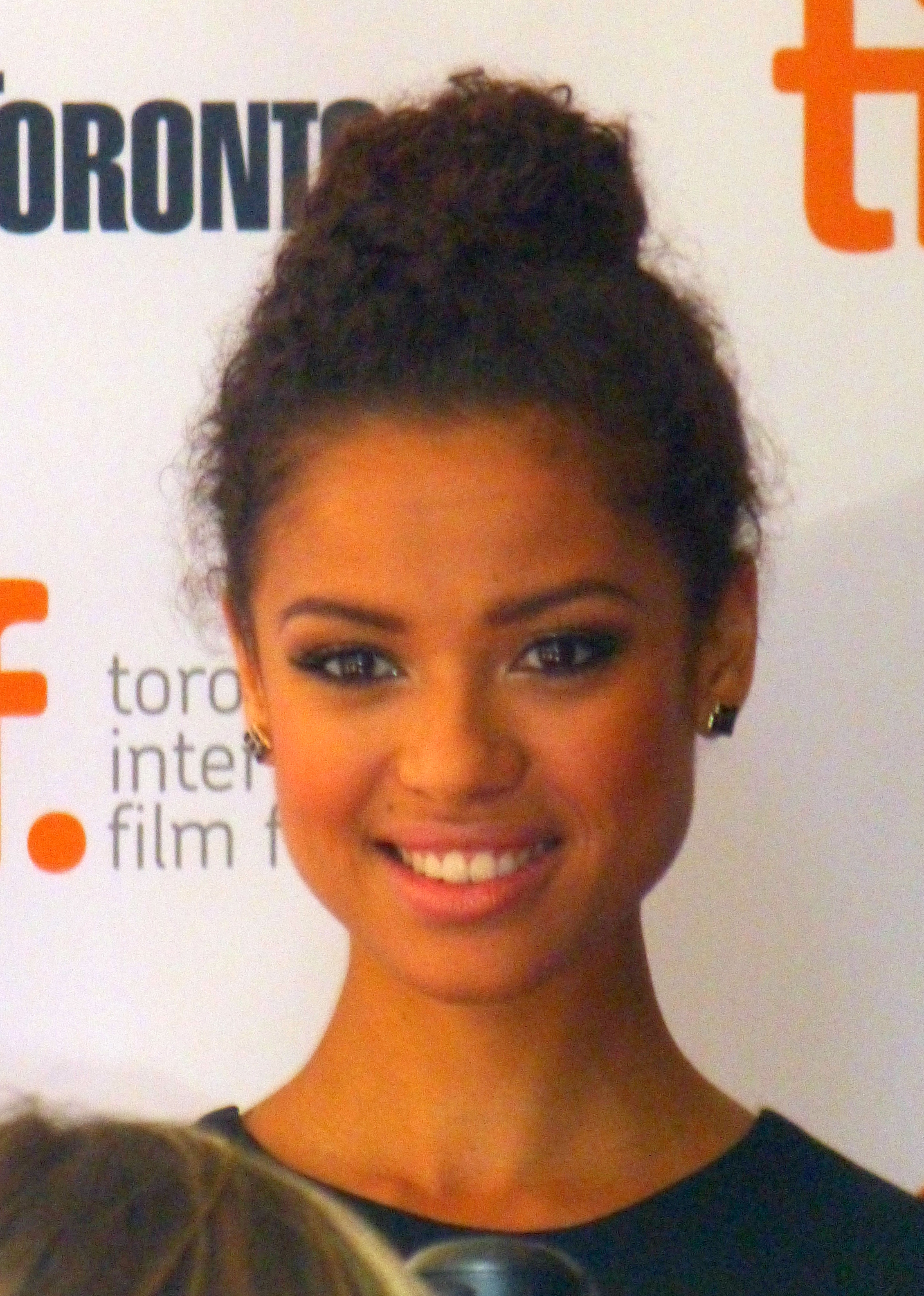
Gugu Mbatha-Raw à la première du film "Belle", Festival international du film de Toronto, en 2013.

- Rupert Wickham : Révérend Davinier
- Susan Brown : Baronne Vernon
- Alex Jennings (VFB : Raphaël Anciaux) : Lord Ashford
- James Northcote : M. Vaughan

## Distinctions

### Récompenses
- British Independent Film Awards 2014 : meilleure actrice pour Gugu Mbatha-Raw[6]

### Nominations
- British Independent Film Awards 2014 : meilleur espoir pour Gugu Mbatha-Raw
- Satellite Awards 2015 :
  - Meilleure actrice pour Gugu Mbatha-Raw
  - Meilleurs costumes pour Anushia Nieradzik